# دلونگی
دلونگی (به ایتالیایی: De'Longhi S.p.A) یک شرکت تولیدکننده لوازم خانگی در ایتالیا است که دفتر اصلی آن مستقر در شهر ترویزو ایتالیا است.
دلونگی به عنوان یک کارگاه کوچک قطعه‌ساز صنعتی در سال ۱۹۰۲ میلادی تأسیس شد و در ۱۹۵۰ به عنوان شرکت به ثبت رسید. این شرکت در ابتدا، یک تولیدکننده عمده هیتر و هواساز قابل حمل بود، که بعدها با بسط فعالیت‌های خود، به تولید انواع لوازم خانگی پرداخت.
در سال ۲۰۰۱، دلونگی توانست مالکیت گروه انحصاری کنوود انگلستان، که مورد نزاع صاحبانش بود را بدست آورد، که این امر سبب شد که این شرکت، به کارخانه‌های شرکت کنوود در آسیا و مخصوصاً چین دسترسی پیدا کند. نتیجه این دسترسی، تولید بسیاری از محصولات این شرکت در چین، با طراحی اصلی بود.
شرکت دلونگی، جمعاً با سازماندهی کردن ۱۳ بخش تولیدی و ۳۰ شرکت توزیع کننده بین‌المللی، محصولات خود را در بیش از ۷۵ کشور جهان، از جمله ایران به فروش می‌رساند.
مهمترین محصولات آن شامل اسپرسوساز ، سرخ کن و اتوبخار میباشد. 
این شرکت با بیش از ۷۵۰۰ کارمند در سطح بین‌المللی، در سازمان بورس اوراق بهادار میلان (به ایتالیایی: Borsa Italiana)، سهام خود را داد و ستد می‌کند.